# Complexul hidroelectric de pe Nistru

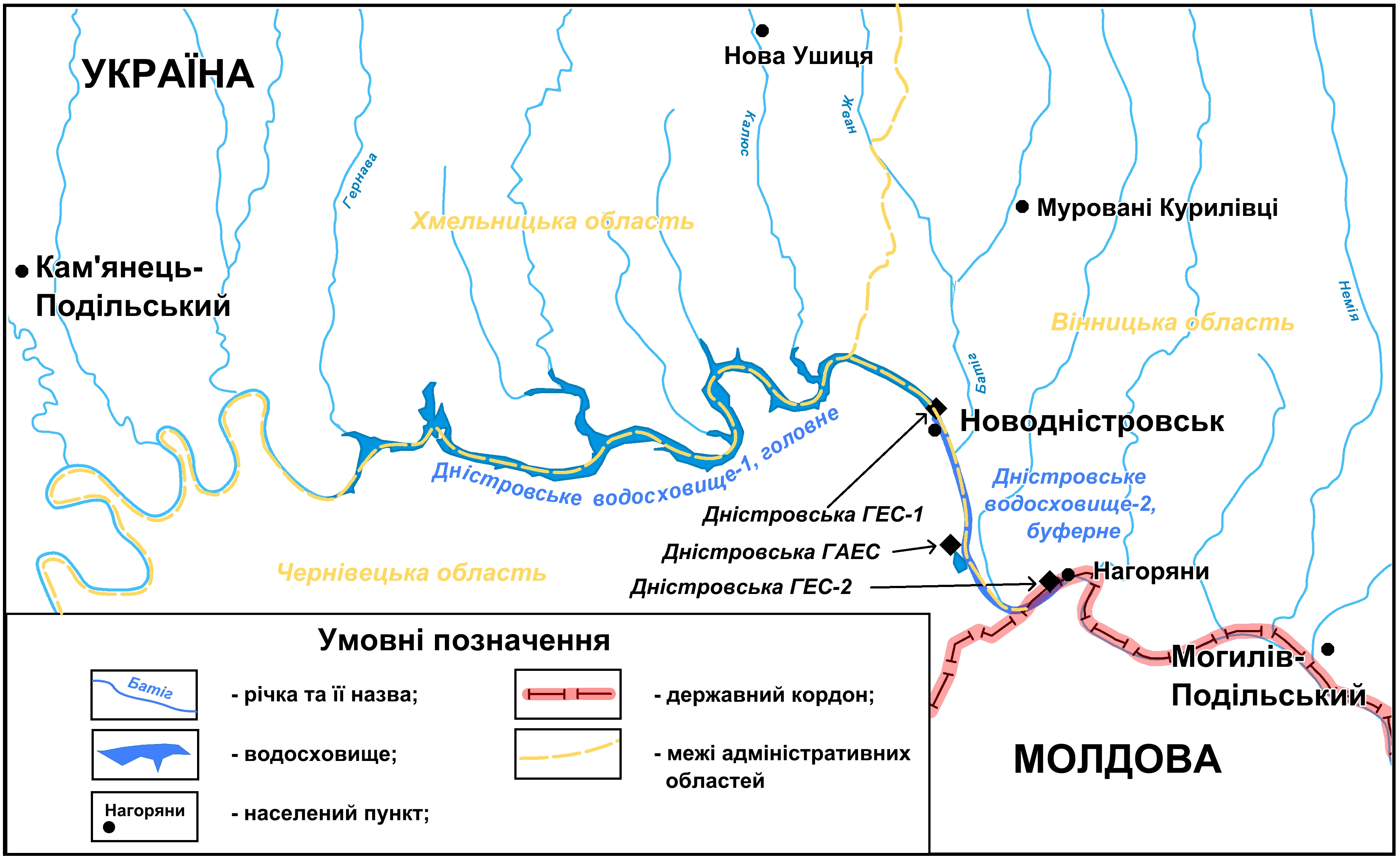
Complexul hidroelectric de pe Nistrul superior compus din 3 hidrocentrale.

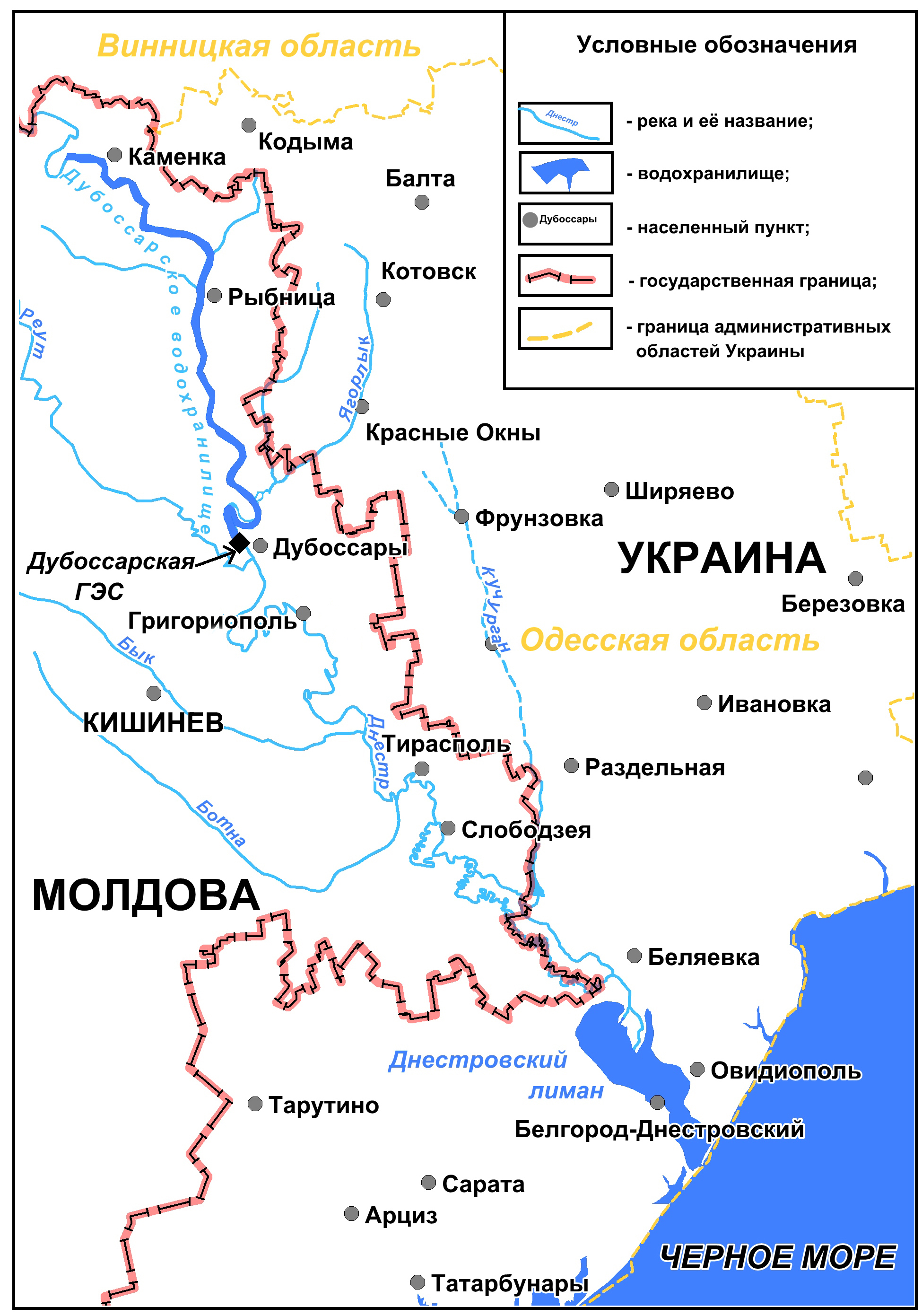
Amplasarea hidrocentralei de la Dubăsari, parte a sistemului, dar situată în bazinul Nistrului de mijloc.

Complexul hidroelectric de pe Nistru (în ucraineană Дністровський каскад ГЕС, în rusă Днестровский каскад ГЭС) este un sistem de hidrocentrale  (inclusiv o centrală hidroelectrică reversibilă⁠(en)[traduceți]) amplasate în bazinul fluvial al Nistrului.
Puterea sumară a tuturor hidrocentralelor este de 1.115 MW, generarea de energie electrică primară depășind 1.126 miliarde de kWh.
Din complex fac parte următoarele centrale:
- Centrala hidroelectrică de la Novodnistrovsk
- Centrala hidroelectrică de la Nahoreanî
- Centrala hidroelectrică reversibilă de pe Nistru
- Centrala hidroelectrică de la Dubăsari

## Vezi și
- Lacul de acumulare Novodnistrovsk
- Lacul de acumulare Dubăsari

## Legături externe
- uc Site-ul companiei Ukrhidroenerho Arhivat în 10 februarie 2017, la Wayback Machine.